# Mochle
Mochle is een plaats in het Poolse district  Bydgoski, woiwodschap Koejavië-Pommeren. De plaats maakt deel uit van de gemeente Sicienko en telt 300 inwoners.